# Кавказские горы
Кавка́зские го́ры (абх. Кавказтәи ашьхақәа, авар. Кавказалъул мугӏрул, адыг. Къаукъаз къурш, азерб. Qafqaz dağları, арм. Կովկասյան լեռնաշղթա, груз. კავკასიონი, дарг. Кавказла дубурти, ингуш. Кавкаса лоамаш, Даькъастен лоамаш, кабард.-черк. Къаукъаз къурш, карач.-балк. Кавказ таула, кум. Кавказ тавлар, лакск. Ккавкказрал зунтту, лезг. Къавкъаз, осет. Кавказы хæхтæ, рут. Кавказад банбыр, чечен. Дегӏастан лаьмнаш) — горная система, расположенная в Евразии между Чёрным и Каспийским морями. Этимология названия не установлена. Разделяется на две горные системы: Большой Кавказ и Малый Кавказ. Кавказ часто делят на Северный Кавказ и Южный Кавказ, границу между которыми проводят по Главному, или Водораздельному хребту Большого Кавказа, занимающему центральное положение в горной системе.
Большой Кавказ простирается значительно более чем на 1000 км с северо-запада на юго-восток, от района Анапы и Таманского полуострова Чёрного моря до Апшеронского полуострова на побережье Каспия, рядом с Баку. Максимальной ширины Большой Кавказ достигает в районе меридиана Эльбруса (почти 180 км). В осевой части расположен Главный Кавказский (или Водораздельный) хребет, к северу от которого простирается ряд параллельных хребтов (горных цепей), в том числе моноклинального (куэстового) характера (см. Большой Кавказ). Южный склон Большого Кавказа большей частью состоит из кулисообразных хребтов, примыкающих к Главному Кавказскому хребту. Традиционно Большой Кавказ делится на 3 части: Западный Кавказ (от Чёрного моря до Эльбруса), Центральный Кавказ (от Эльбруса до Казбека) и Восточный Кавказ (от Казбека до Каспийского моря).
Наиболее известные вершины (такие, как Эльбрус (5642 м) и Казбек (5033 м)) покрыты вечными снегами и ледниками. Большой Кавказ — регион с большим современным оледенением. Общая численность ледников составляет около 2 050, занимаемая ими площадь составляет приблизительно 1400 км². Больше половины оледенения Большого Кавказа сосредоточено на Центральном Кавказе (50 % от числа и 70 % от площади оледенения). Крупными центрами оледенения являются гора Эльбрус и Безенгийская стена (с ледником Безенги, 17 км).
От северного подножия Большого Кавказа до Кумо-Манычской впадины простирается Предкавказье с обширными равнинами и возвышенностями. К югу от Большого Кавказа расположены Колхидская и Кура-Араксинская низменности, Внутреннекартлийская равнина и Куринская впадина, в пределах которой находятся Алазань-Авторанская долина и Кура-Араксинская низменность. В юго-восточной части Кавказа — Талышские горы (высота до 2492 м) с прилегающей Ленкоранской низменностью. В середине и на западе южной части Кавказа находится Закавказское нагорье, состоящее из хребтов Малого Кавказа (высшая точка — г. Арагац, 4090 м) и Армянского нагорья. Малый Кавказ соединяется с Большим Кавказом Лихским хребтом, на западе отделяется от него Колхидской низменностью, на востоке — Куринской впадиной. Протяжённость — около 600 км, высота — до 4090 м.

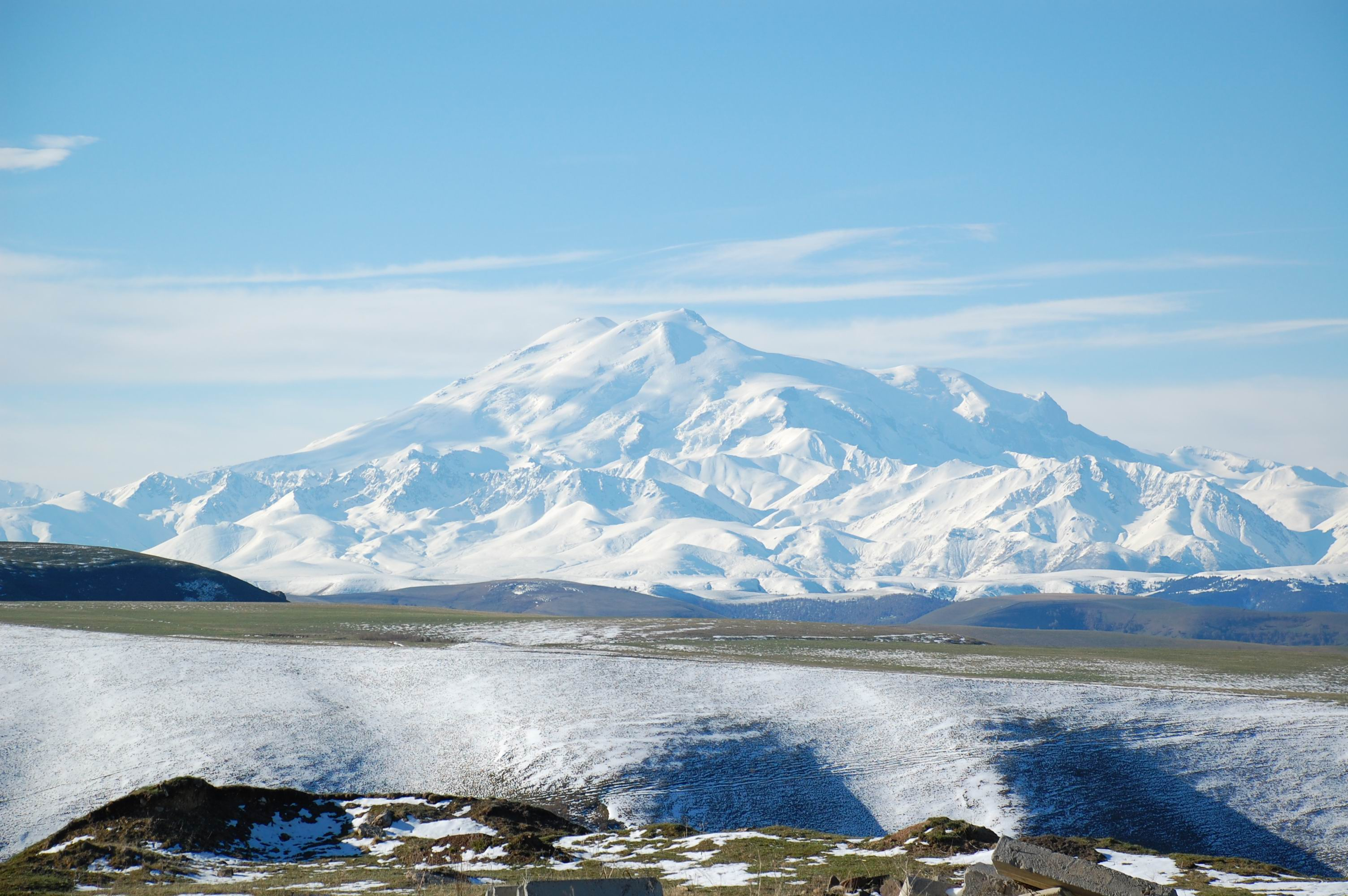
Гора Эльбрус

## Геология
Кавказ — складчатые горы с некоторой вулканической активностью, которые сформировались (как и Гималаи) в эпоху Альпийской складчатости (примерно 28-23 миллионов лет назад). Горы состоят среди прочего из гранита и гнейса, предгорья содержат месторождения нефти и природного газа.
С геофизической точки зрения, Кавказ образует широкую зону деформации, которая является частью пояса столкновения континентальных плит от Альп до Гималаев. Архитектоника области сформирована перемещением Аравийской плиты на север на Евразийскую плиту. Прижатая Африканской плитой, она двигается каждый год примерно на несколько сантиметров. Поэтому в конце XX века на Кавказе происходили большие землетрясения с интенсивностью от 6,5 до 7 баллов по шкале Рихтера, имевшие катастрофические последствия для населения и экономики в регионе. Более 25 тысяч человек погибли в Спитаке в Армении 7 декабря 1988 года, примерно 20 тысяч были ранены и примерно 515 тысяч остались без крова.
Большой Кавказ — грандиозная складчатая горная область. В ядре его залегают докембрийские, палеозойские и триасовые породы, которые последовательно окружены юрскими, меловыми, палеогеновыми и неогеновыми отложениями. В средней (высокогорной) части Кавказа древние породы выходят на поверхность.

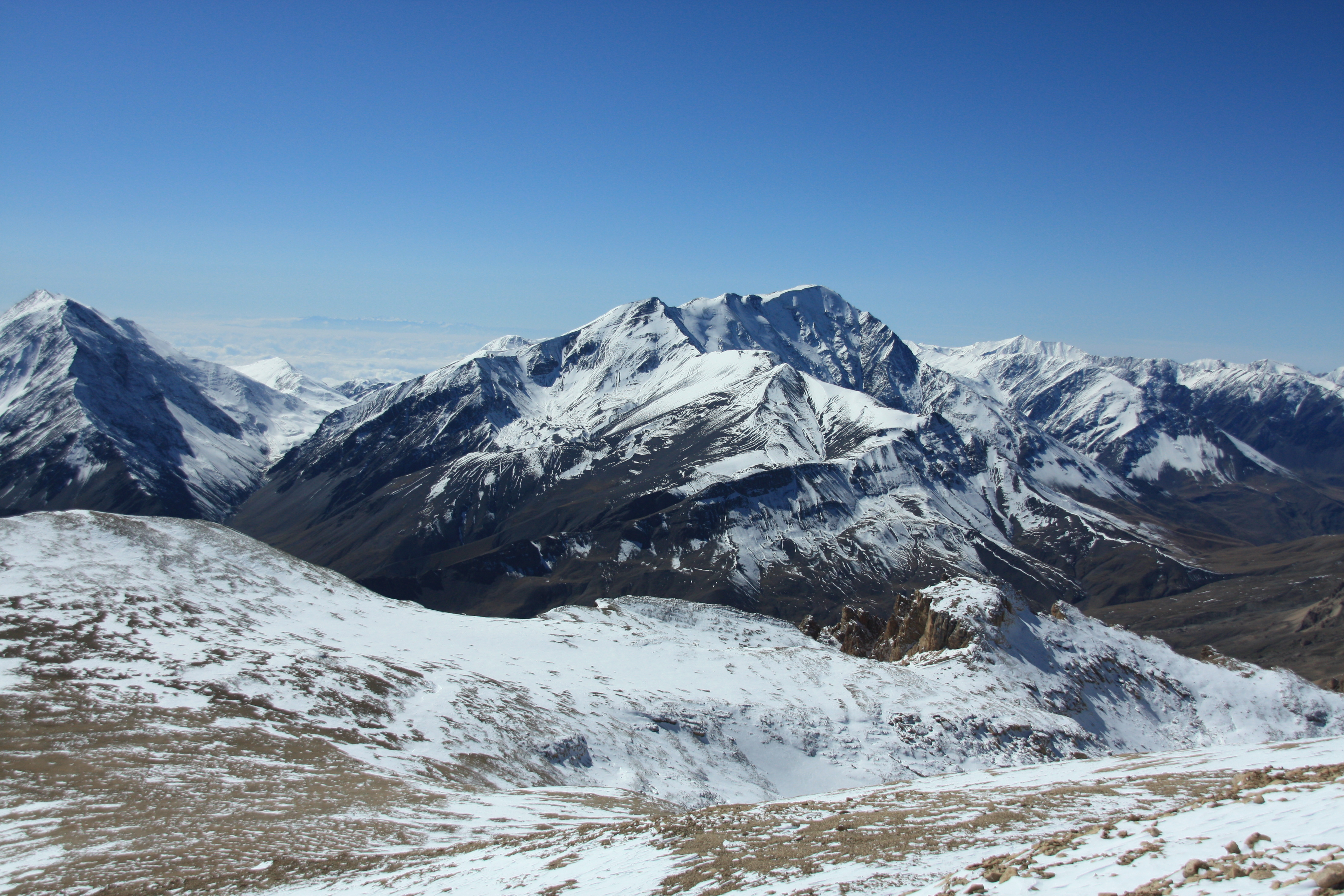
Гора Базардюзю в Дагестане и Азербайджане

## Географическая принадлежность
Нет чёткой договорённости о том, являются ли Кавказские горы частью Европы или Азии. В зависимости от подхода, самой высокой горой Европы считается соответственно либо Эльбрус (5642 м), либо Монблан (4810 м) в Альпах, на итало-французской границе.
Кавказские горы находятся в центре Евразийской плиты (между Европой и Азией, если считать Кавказ границей этих частей света). Древние греки видели Босфор и Кавказские горы как границу Европы. Позже это мнение изменялось несколько раз по политическим и экономическим причинам. В период миграции и средневековье пролив Босфор и река Дон разделяли две части Света.
Граница была определена шведским офицером и географом Филиппом Иоганном фон Страленбергом, который предложил границу, идущую через вершины Урала, а затем вниз по реке Эмбе до побережья Каспийского моря, до прохождения через Кумо-Манычскую впадину, которая находится в 300 км к северу от Кавказских гор. В 1730 году этот курс был одобрен русским царём, и с тех пор был принят многими учёными. В соответствии с этим определением, горы являются частью Азии и, согласно этой точке зрения, самая высокая гора Европы — Монблан. Хотя позднее, по политическим мотивам, данные территории нередко относили к европейской части империи, а затем и в советское время.
С другой стороны, La Grande Encyclopédie, Всемирная книга фактов ЦРУ, Национальное географическое общество, и ряд других источников явно определяют границу Европы и Азии, к югу от обоих кавказских хребтов. Эльбрус и Казбек являются европейскими горами по данному определению.

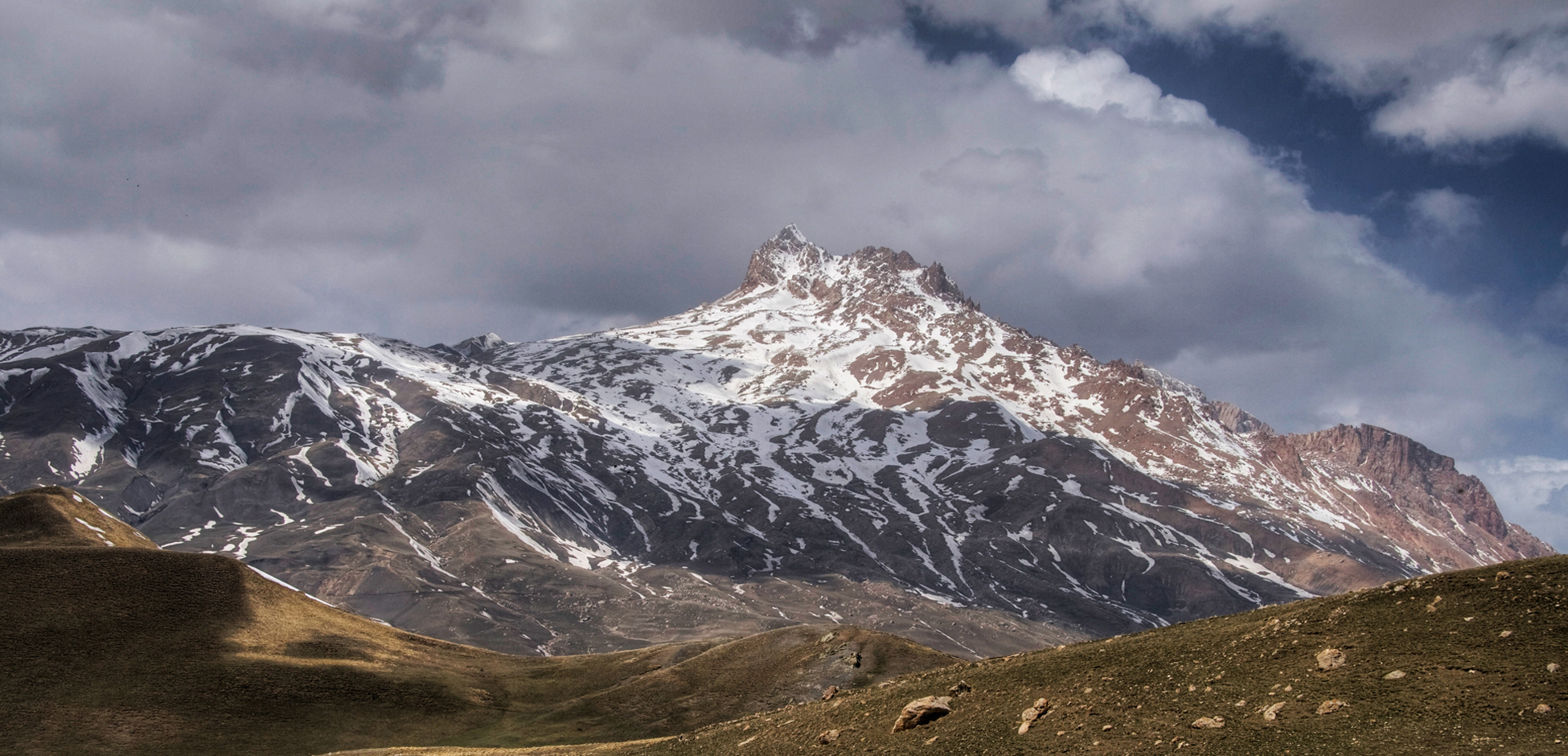
Гора Шалбуздаг в Дагестане

## Население
На Кавказе живут более 50 народов (среди них: абхазы, аварцы, агульцы, адыги (черкесы), азербайджанцы, армяне, балкарцы, горские евреи, понтийские греки, грузины, даргинцы, ингуши, кумыки, лакцы, лезгины, карачаевцы, осетины, рутульцы, табасараны, цахуры, чеченцы и др.), которые обозначаются как кавказские народы. Они говорят на кавказских, индоевропейских, а также алтайских языках. Этнографически и лингвистически кавказский регион можно отнести к самым интересным областям мира. При этом заселённые районы иногда не разделены чётко друг от друга, между разными этническими группами.
Бо́льшая часть народов Северного Кавказа являются мусульманами. Христианство доминирует в Закавказье — грузины, армяне, и большая часть абхазцев и осетин, а также русские и украинцы являются православными христианами или приверженцами Армянской апостольской церкви. Армянская Церковь и Грузинская Церковь являются одними из древнейших христианских церквей в мире и играют важную роль в сохранении национальной самобытности этих народов, которые на протяжении последних столетий были под иностранным правлением (византийцы, турки, персы, римляне, русские).

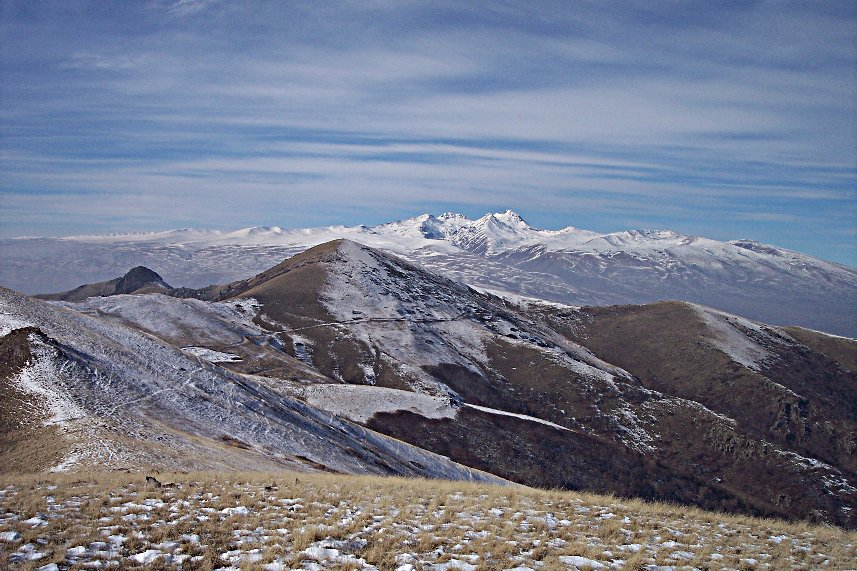
Вершина Арагац в Армении. Самая высокая вершина в горах Малого Кавказа

## Вершины

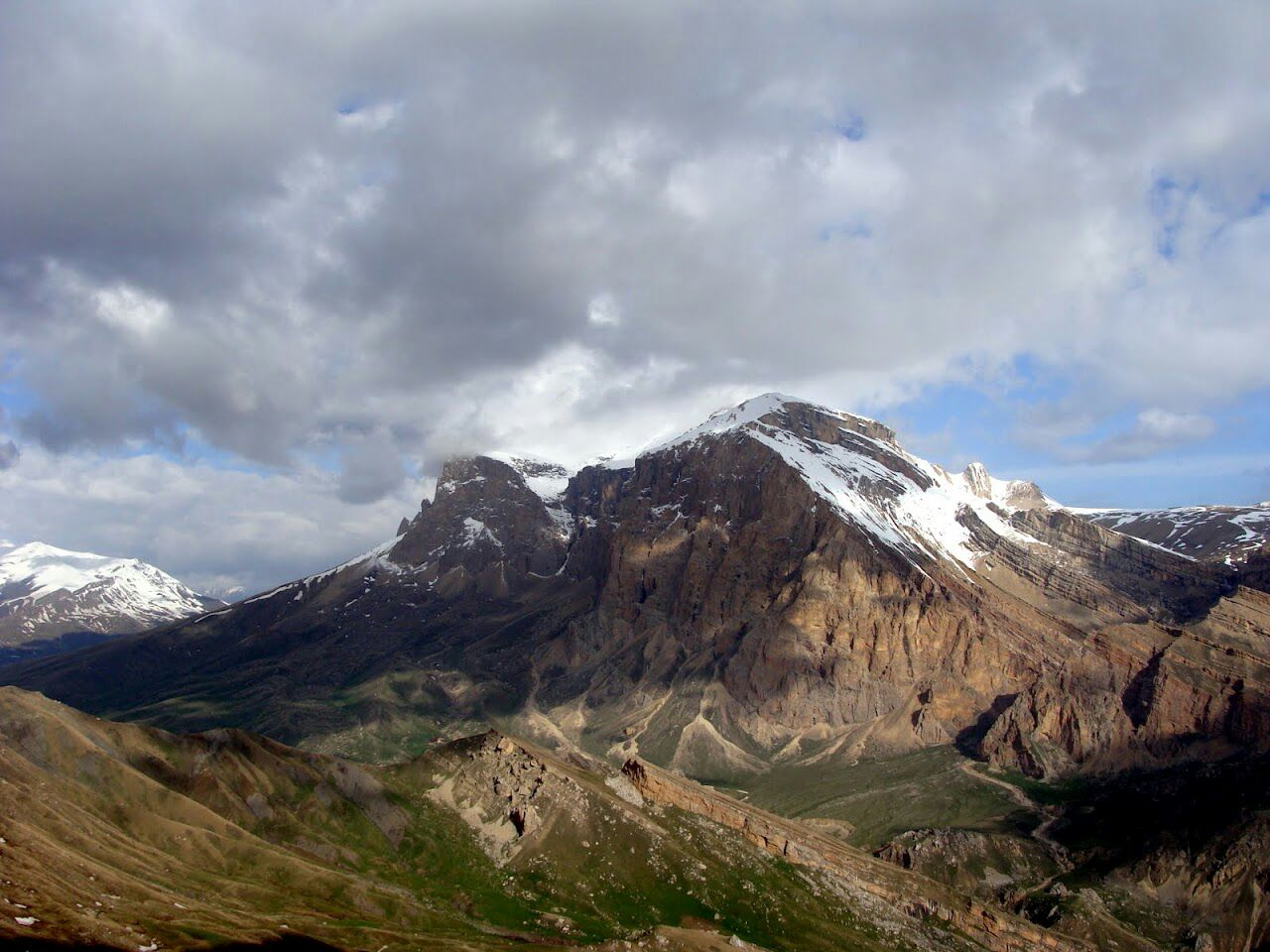
Вершина Шахдаг в Азербайджане

## Реки и водоёмы
Направление течения рек в Кавказских горах преимущественно радиальное. Реки, берущие начало на Кавказе, принадлежат бассейнам Чёрного (Бзыбь, Кодор, Ингури, Риони, Мзымта) Азовского (Кубань), и Каспийского (Кума, Кура, Самур, Сулак, Терек) морей.
Озеро Севан является одним из самых больших озёр в регионе.
На Кавказе находится один из высочайших водопадов России — водопад Зейгалан в Северной Осетии в долине реки Мидаграбиндон. Его высота — около 600 м.

Озеро Рица

## Фауна
Помимо повсеместно распространённых диких животных встречаются дикие кабаны, серны, горные козлы, а также беркуты. Кроме того, достаточно часто встречаются дикие медведи, численность которых в отдельных ущельях достигает десятков особей. Крайне редко встречается кавказский леопард (Panthera pardus ciscaucasica). Встречается рысь. В исторический период были также азиатские львы и каспийские тигры, но в начале нашей эры были искоренены полностью. Подвид европейского зубра, кавказский зубр, вымер в 1927 году. Последний экземпляр кавказского лося был убит в 1810 году.
На Кавказе очень много видов беспозвоночных животных, к примеру, примерно 1000 видов пауков там подтверждены до сих пор.

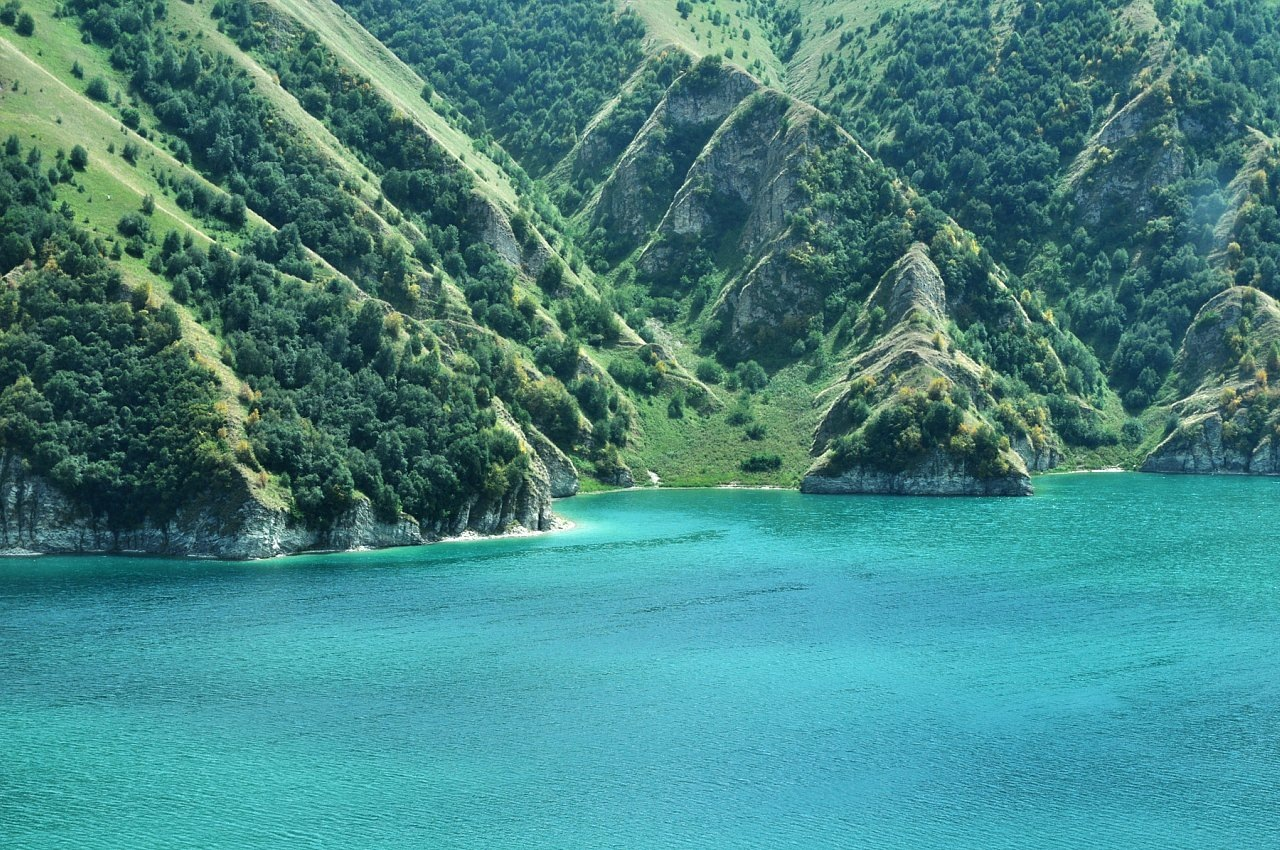
Озеро Кезенойам

## Флора
На Кавказе 6349 видов цветковых растений, в том числе 1600 местных видов. 16 видов горных растений зародились на Кавказе. Борщевик гигантский, который считается в Европе неофитом, захватническим видом, происходит из этого региона. Он импортировался в 1890 году как декоративное растение в Европу.
Биоразнообразие Кавказа падает с тревожной скоростью. Горный регион с точки зрения охраны природы один из 24 наиболее уязвимых регионов на Земле.

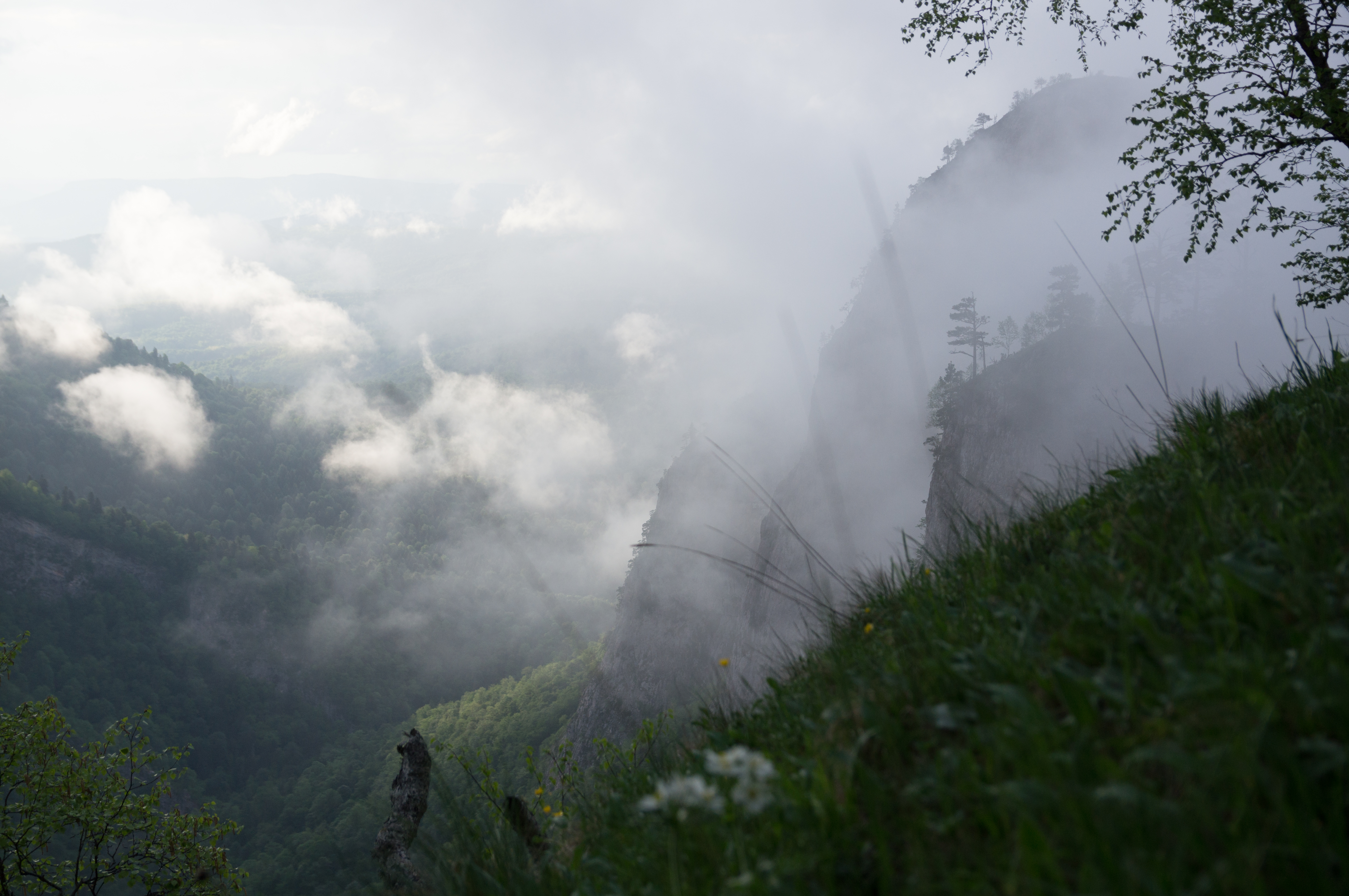
Верховья реки Ходзь, место реликтовых и эндемичных видов

## Страны и Регионы

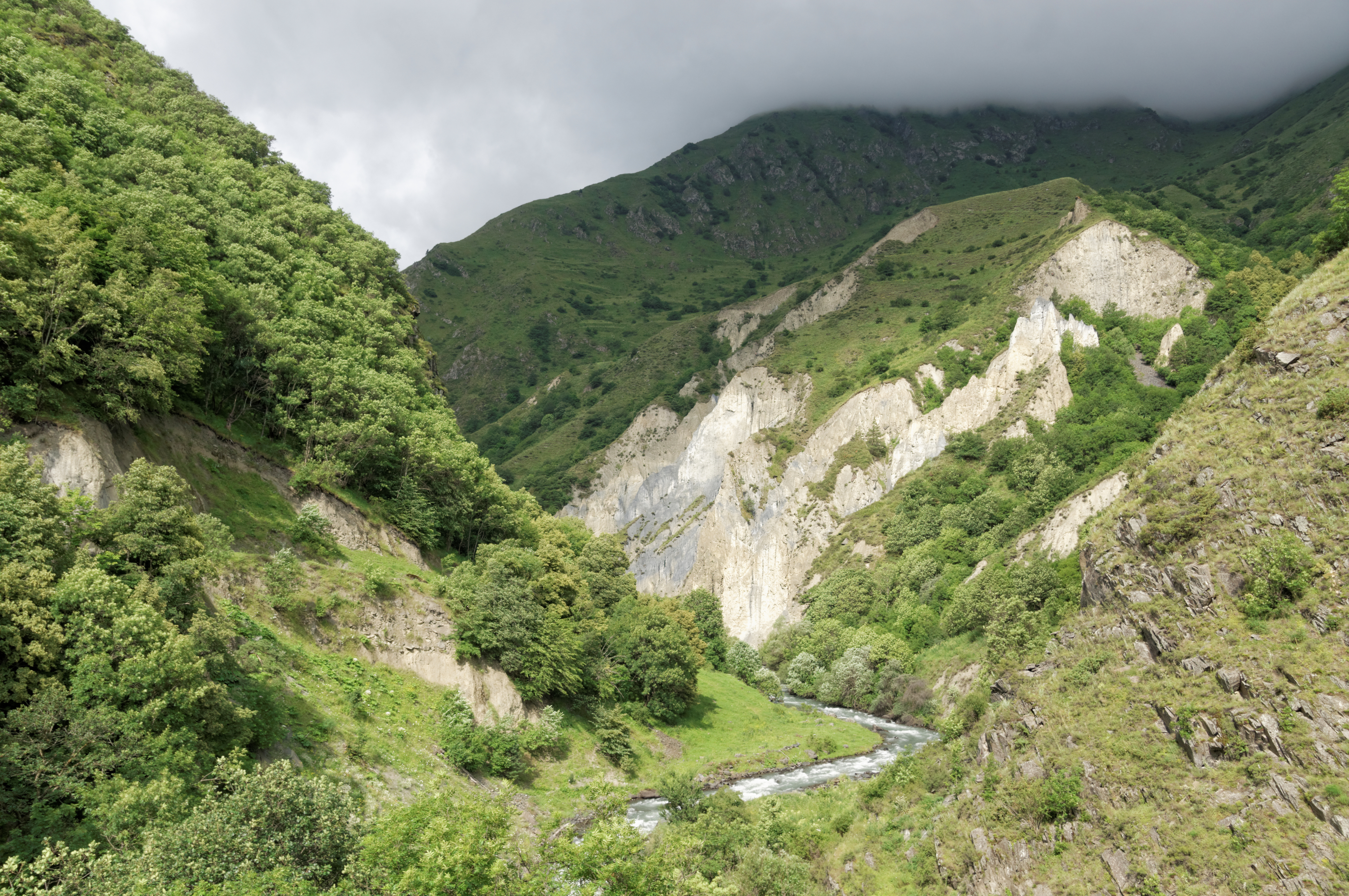
Аргунское ущелье, Чечня

| - Азербайджан - Армения - Грузия | - Россия: - Адыгея - Дагестан - Ингушетия - Кабардино-Балкария - Карачаево-Черкесия - Краснодарский край - Северная Осетия-Алания - Ставропольский край - Чечня | - Южная Осетия - Абхазия |

## Климат
Климат на Кавказе различается как по вертикали (по высоте), так и по горизонтали (по широте и местоположению). Температура обычно уменьшается по мере увеличения высоты и приближения к морю. Средняя годовая температура в Сухуме (Абхазия) на уровне моря составляет 15 градусов по Цельсию, а на склонах горы Казбек, на высоте 3700 м, средняя годовая температура воздуха опускается до −6,1 градуса по Цельсию. На северном склоне Большого Кавказского хребта на 3 градуса по Цельсию холоднее, чем на южных склонах. В высокогорных районах Малого Кавказа в Армении, Азербайджане и Грузии отмечен резкий контраст температур между летом и зимой в связи с более континентальным климатом.
Количество осадков возрастает с востока на запад в большинстве районов. Высота над уровнем моря также играет важную роль: в горах обычно выпадает больше осадков, чем в низинных районах. Северо-восточные регионы (Дагестан) и южная часть Малого Кавказа являются сухими. Абсолютный минимум ежегодных осадков составляет 250 мм, в северо-восточной части Прикаспийской низменности. Западная часть Кавказа характеризуется высоким количеством осадков. На южном склоне Большого Кавказского хребта больше осадков, чем на северных склонах. Годовое количество осадков в западной части Кавказа колеблется от 1000 до 4000 мм, тогда как в Восточном и Северном Кавказе (Чечня, Ингушетия, Кабардино-Балкария, Осетия, Кахети, Картли, и т. д.) количество осадков колеблется от 600 до 1800 мм. Абсолютный максимум ежегодных осадков — 4100 мм в районе Месхетии и Аджарии. Уровень осадков на Малом Кавказе (юг Грузии, Армении, запад Азербайджана), не включая Месхетию, варьируется от 300 до 800 мм в год.
Кавказ известен большим количеством снегопадов, хотя склоны с наветренной стороны получают гораздо меньше снега. Это особенно заметно на Малом Кавказе, который в некоторой степени изолирован от влияния влажности, поступающей с Чёрного моря, и получает значительно меньше осадков (в том числе в виде снега), чем в горах Большого Кавказа. В среднем зимой снежный покров в горах Малого Кавказа колеблется от 10 до 30 см. В горах Большого Кавказа (в частности, на юго-западном склоне) отмечены сильные снегопады. Лавины являются частым явлением с ноября по апрель.
Снежный покров в некоторых регионах (Сванетии, в северной части Абхазии) может достигать 5 метров. Район Ачишхо является самым снежным местом на Кавказе, снежный покров которого достигает глубины 7 метров.

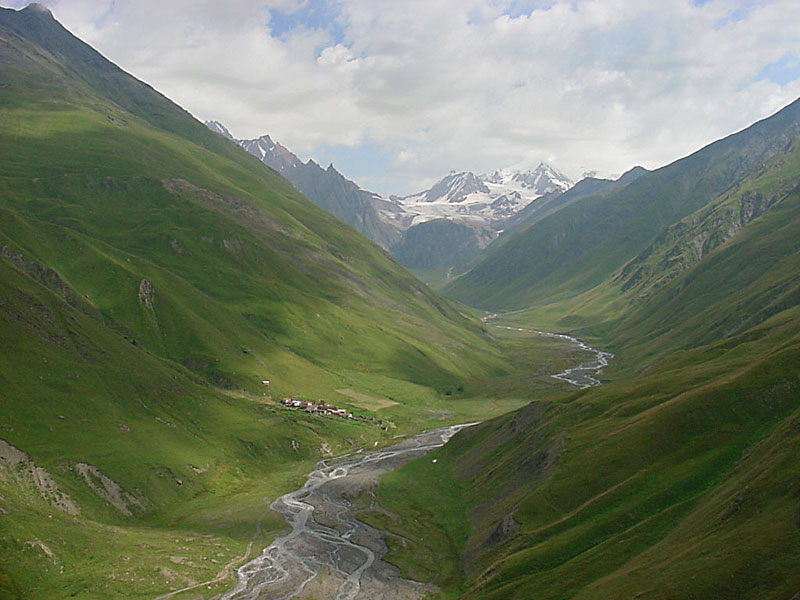
Долина реки в Трусовском ущелье, Грузия

### Ландшафт

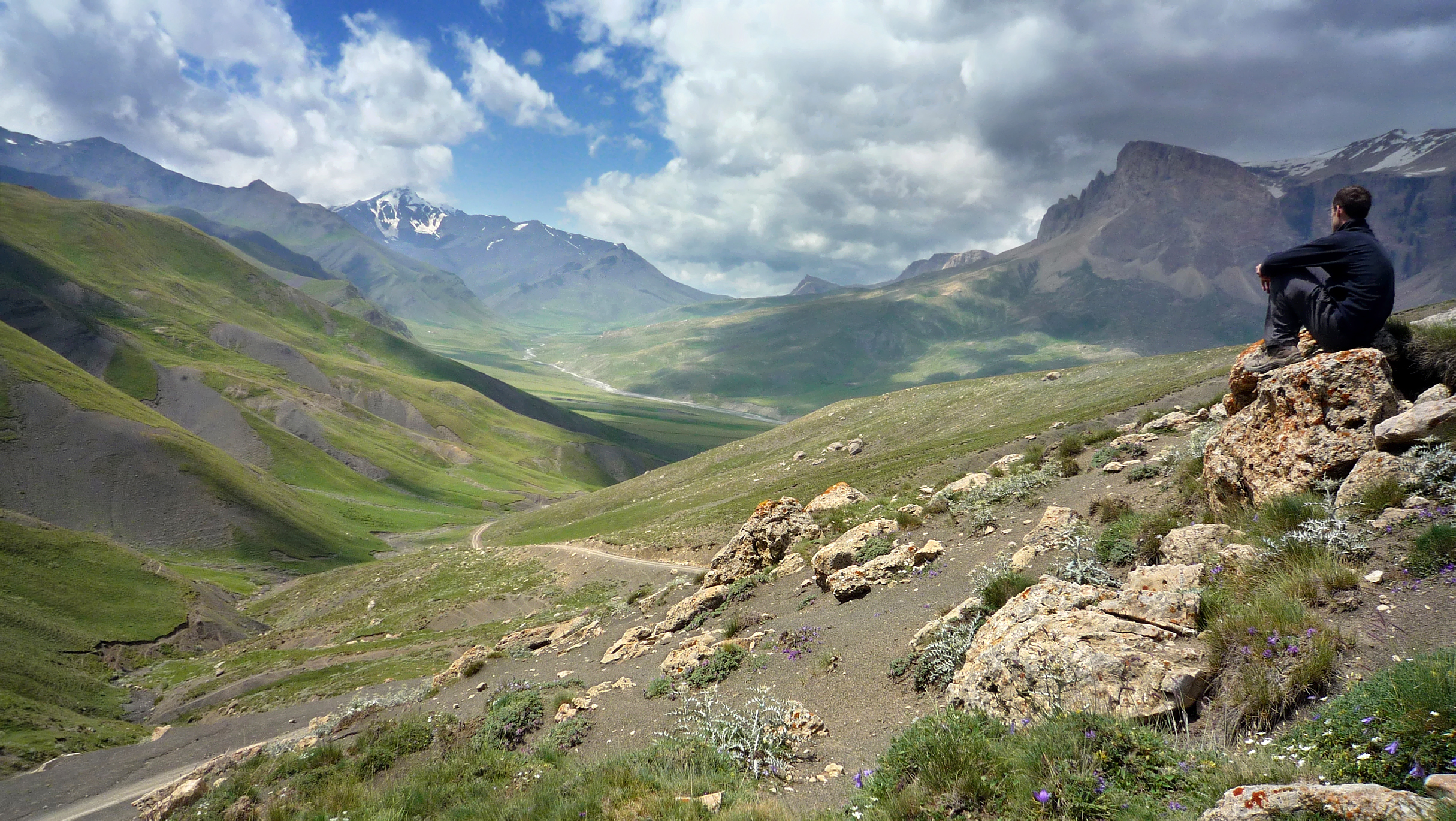
Долина Хыналыг в Азербайджане

Кавказские горы имеют разнообразный ландшафт, который в основном изменяется по вертикали и зависит от расстояния от больших водоёмов. Регион содержит биомы, начиная от субтропических низко-уровневых болот и лесов ледников (Западный и Центральный Кавказ) и кончая высокогорными полупустынями, степями и альпийскими лугами на юге (в основном, Армения и Азербайджан).
На северных склонах Большого Кавказа на более низких высотах распространён дуб, граб, клён и ясень, а на возвышенностях преобладает берёзовые и сосновые леса. Некоторые из самых низких районов и склонов покрыты степями и лугами.
На склонах Северо-Западного Большого Кавказа (Кабардино-Балкария, Карачаево-Черкесия и т. д.) также содержат еловые и пихтовые леса. В высокогорной зоне (около 2000 метров над уровнем моря) преобладают леса. Вечная мерзлота (ледник) обычно начинается примерно на высоте 2800—3000 метров.
На юго-восточном склоне Большого Кавказа распространён бук, дуб, клён, граб и ясень. Буковые леса, как правило, доминируют на больших высотах.
На юго-западном склоне Большого Кавказа распространены дуб, бук, каштан, граб и вяз на более низких высотах, хвойные и смешанные леса (ель, пихта и бук) — на больших высотах. Вечная мерзлота начинается на высоте 3000—3500 м.